# Mupop
Le  MuPop, également appelé Musée des musiques populaires, est un musée français des musiques populaires, situé à Montluçon (Allier). Il dépend de la communauté d'agglomération montluçonnaise.

## Description
Activement soutenu par le ministère de la Culture et de la Communication et labellisé Musée de France, le MuPop abrite la plus grande collection d’instruments et d’objets musicaux de France depuis le milieu du XVIIIe siècle. Il a ouvert ses portes le 21 juin 2013, jour de la fête de la musique. Il est installé, sur une surface de 3 300 m2, dans des hôtels historiques du centre ville, les hôtels Charnisay et Méchain, qui abritent les collections d'instruments, tandis qu'une extension moderne accueille les espaces d'animation.
On y trouve 3500 instruments de musique répartis sur trois parcours (parcours musical immersif, parcours instrumental enrichi, parcours numérique interactif), 200 points d’écoute mobile, un espace d’exposition temporaire, un espace de médiation et un centre de documentation.

## Historique
Le musée tire son origine du musée de la vielle, qui s'était développé à Montluçon dans les années 1960-1970. Progressivement, le musée a élargi son territoire aux cornemuses, puis aux guitares électriques et à tous les aspects des musiques populaires, tant traditionnelles que contemporaines. Il a alors été nécessaire de concevoir pour lui un cadre d'exposition plus large et une muséographie plus attractive.

## Cadre architectural
Le MuPop est installé dans deux hôtels particuliers du vieux Montluçon : l’hôtel Charnisay et l’hôtel Méchain. Leur rénovation, conçue par l’architecte Philippe Tixier (Atelier 4), en groupement avec Bruno Morel architecte, ingénieur, architecte du patrimoine, Pascal Payeur scénographe et l'entreprise générale GFC, a duré trois ans. Les deux hôtels voisins ont été traités différemment : l’hôtel Charnisay a été restauré dans le respect de son intégrité patrimoniale, tandis que l'hôtel Méchain, qui avait beaucoup souffert au cours des siècles, a été habillé d’une enveloppe contemporaine ; cette alliance entre tradition et modernité correspond à celle qu'on trouve dans les collections du musée. Les deux bâtiments sont reliés par une extension moderne en béton qui abrite l’entrée du musée.

## Expositions
- French Disco du 20 juin 2014 au 31 décembre 2014, avec Sheila comme marraine et Cerrone comme parrain.
- PolnaExpo du 21 juin 2015 au 31 décembre 2015, sur Michel Polnareff, qui est venu l'inaugurer en personne.
- Collection d'images du 18 juin 2016 au 31 décembre 2016, la musique en image.
- Roll & Swing du 1er juin 2017 au 31 décembre 2017, sur l'histoire de la batterie en France.
- La Voix du 6 avril 2018 au 18 novembre 2018, L'expo qui vous parle.
- Vos tubes de l'été 1960-2000 du 29 juin 2019 au 5 janvier 2020, tous les tubes de vos vacances.
- Les briques LEGO font leur cinéma en musique du 3 août 2020 au 3 mai 2021.

## Centre de documentation et réserves
Le centre de documentation et les réserves du musée sont installés dans l'ancien château des ducs de Bourbon et sont accessibles aux chercheurs et spécialistes.